# Sphecosoma melissina
Sphecosoma melissina är en fjärilsart som beskrevs av William James Kaye. Sphecosoma melissina ingår i släktet Sphecosoma och familjen björnspinnare. Inga underarter finns listade i Catalogue of Life.